# Szczeliniec Wielki
Der Szczeliniec Wielki, deutsch Große Heuscheuer (tschechisch Velká Hejšovina), ist mit 919 m n.p.m. Höhe der höchste Berg im Heuscheuergebirge (polnisch Góry Stołowe) in Polen. Er ist von Karłów (Karlsberg) aus zugänglich. Der aus Sandstein bestehende Berg stellt einen der typischsten Tafelberge Mitteleuropas dar.

## Entstehung des Namens
Der deutsche Name des Berges wurde von seiner typischen Form abgeleitet. Die heutige polnische Bezeichnung ist eine Neuschöpfung der Nachkriegszeit und bedeutet Großer Gespaltener Berg (Szczelina = Spalte, Fuge). Die tschechische Bezeichnung leitet sich vom deutschen Namen ab.

## Lage und Umgebung
Der Szczeliniec Wielki ist 32 Kilometer westlich von Kłodzko (Glatz) und 11 Kilometer nordöstlich von Kudowa-Zdrój (Bad Kudowa) gelegen. Am Fuß des Berges befinden sich die kleinen Orte Karłów (Karlsberg) und Pasterka (Passendorf). Nördlich befand sich die erstmals 1747 erwähnte Ansiedlung Klein-Karlsberg, die auch als Kolonie Karlsberg bzw. Leierdörfel bezeichnet wurde. Nach dem Übergang an Polen 1945 wurde sie dem Verfall preisgegeben.
Unmittelbar benachbart ist der Szczeliniec Mały (Kleine Heuscheuer), ein ebenso markanter, aber kleinerer Berg.

## Geschichte
Der Große Heuscheuer wurde 1790 durch Franz Pabel aus Karlsberg erschlossen. Noch im selben Jahr stieg König Friedrich Wilhelm II. von Preußen zum Gipfel auf. Um die preußische Grenze nach Böhmen zu sichern, ließ der König auf der Großen Heuscheuer das „Fort Karl“ errichten. Er beauftragte damit den Ingenieuroffizier und späteren Generalmajor Bonaventura von Rauch. Dieser konnte dort Johann Wolfgang von Goethe an seinem 41. Geburtstag am 28. August 1790 empfangen. Goethe fertigte später eine geologische Beschreibung der Großen Heuscheuer.

## Wege zum Gipfel
Von Karłów und auch von Pasterka führt ein gelb markierter Wanderweg über den Sattel zwischen Szczeliniec Wielki und Szczeliniec Mały. Von dort führt ein Abzweig zum Plateau des Berges. Für den Aufstieg wird ein Eintrittsgeld verlangt. Ein Rundwanderweg erschließt das Bergplateau und führt auch durch die sehenswerten Labyrinthe an der Nordseite.